# 25 frimaire
25 brumaire 25 nivôse
Le quintidi 25 frimaire, officiellement dénommé jour du grillon, est le 85e jour de l'année du calendrier républicain.
C'était généralement le 15e jour du mois de décembre dans le calendrier grégorien.